# Баладе 2000. (Рибља чорба)
Баладе је  компилацијски албум српског и југословенског рок бенда Рибља чорба. Објављен је 2000. године под окриљем издавачке куће , а на њему се налази осамнаест песама.
Аранжман за песме, музику и текстове радио је Бора Ђорђевић. Све песме снимљене су у периоду од 1978. до 1996. године.

## Листа песама
| №   | Назив                          | Трајање |  |
| 1.  | Лутка са насловне стране       | 3:10    |  |
| 2.  | Остани ђубре до краја          | 4:39    |  |
| 3.  | Неке су жене пратиле војнике   | 4:27    |  |
| 4.  | Добро јутро                    | 4:36    |  |
| 5.  | Немој срећо, немој данас       | 3:09    |  |
| 6.  | Два динара, друже              | 4:09    |  |
| 7.  | Проклето сам                   | 5:03    |  |
| 8.  | Назад у велики прљави град     | 3:05    |  |
| 9.  | Још један шугав дан            | 3:07    |  |
| 10. | Још једна цигарета пре спавања | 3:33    |  |
| 11. | Хајде сестро слатка            | 5:04    |  |
| 12. | Нећу да испаднем животиња      | 3:45    |  |
| 13. | Једино моје                    | 4:44    |  |
| 14. | Погледај дом свој, анђеле      | 3:40    |  |
| 15. | Кад падне ноћ (У помоћ)        | 4:27    |  |
| 16. | Збогом Србијо                  | 4:35    |  |
| 17. | Остало је ћутање               | 4:16    |  |
| 18. | Кад ходаш                      | 4:01    |  |